# Chi Trĩ
Chi Trĩ (danh pháp khoa học: Phasianus) là một chi trong họ Trĩ (Phasianidae), chứa ít nhất là một loài, với tên gọi trong tiếng Việt là trĩ đỏ hay trĩ đỏ khoang cổ, có danh pháp P. colchicus và 30 phân loài đã được ghi nhận, trong đó 29 phân loài sinh sống trong khu vực lục địa của châu Á và 1 phân loài trên đảo Đài Loan.
Từ Phasianus có nguồn gốc từ tiếng Hy Lạp phāsiānos, nghĩa là "(chim) của Phasis" . Sông Phasis là tên gọi cổ đại của một con sông lớn chảy qua miền tây Gruzia, hiện tại được gọi là sông Rioni.
Ba dạng trĩ trên các đảo thuộc Nhật Bản được một số chuyên gia coi là các biến thái của loài trĩ lục (P. versicolor), nhưng các tác giả khác lại coi các dạng này là một phần của tổ hợp trĩ đỏ, làm cho chi này có tổng cộng 33 phân loài.

## Phân loại
Chi này bao gồm 2 loài:
| Tên thông thường và tên khoa học | Ảnh chim trống | Ảnh chim mái |
| -------------------------------- | -------------- | ------------ |
| Trĩ đỏ (Phasianus colchicus)     |                |              |
| Trĩ lục (Phasianus versicolor)   |                |              |